# Friedensbrücke (Wien)

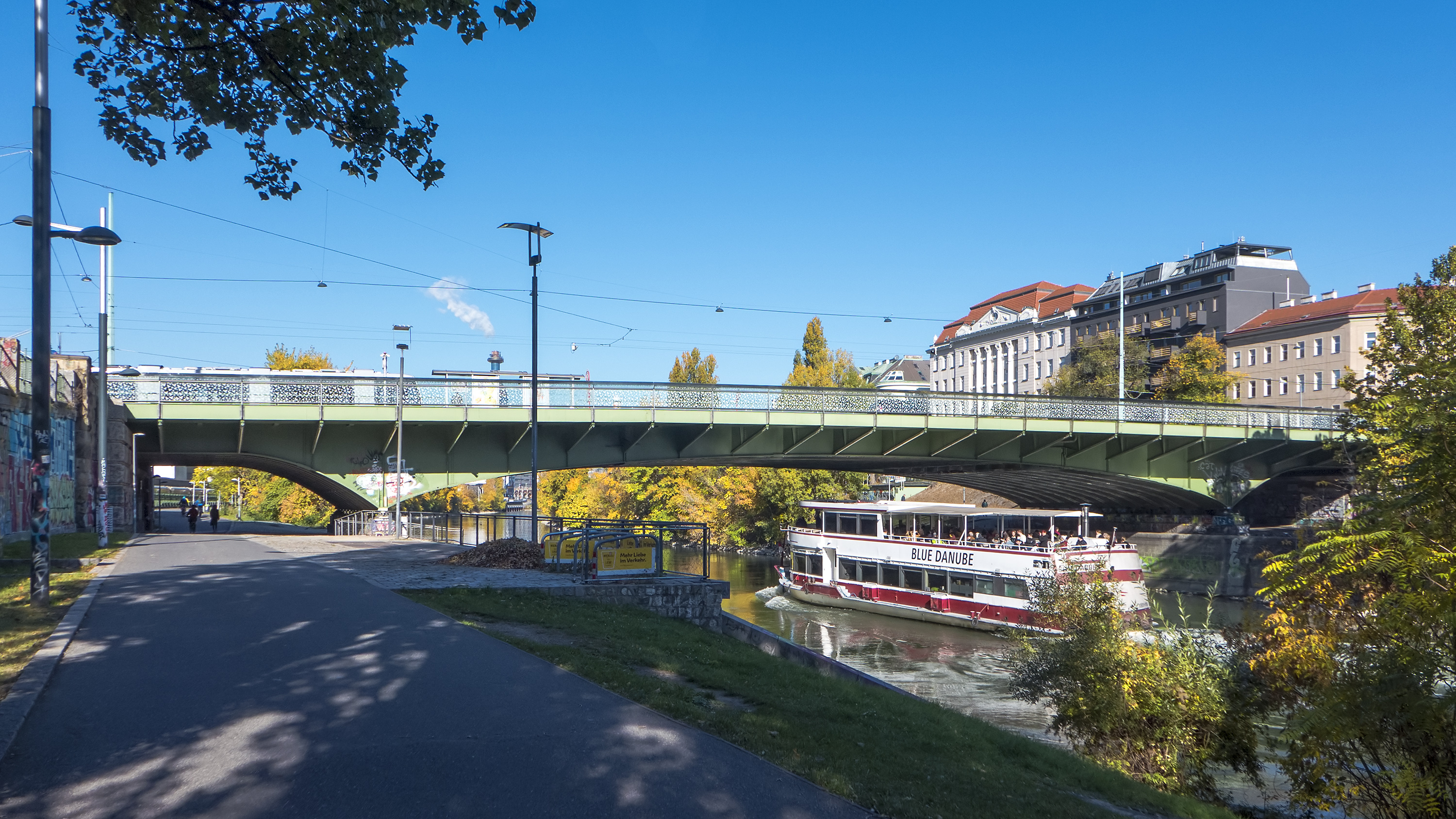
Die Friedensbrücke Richtung Nordwesten

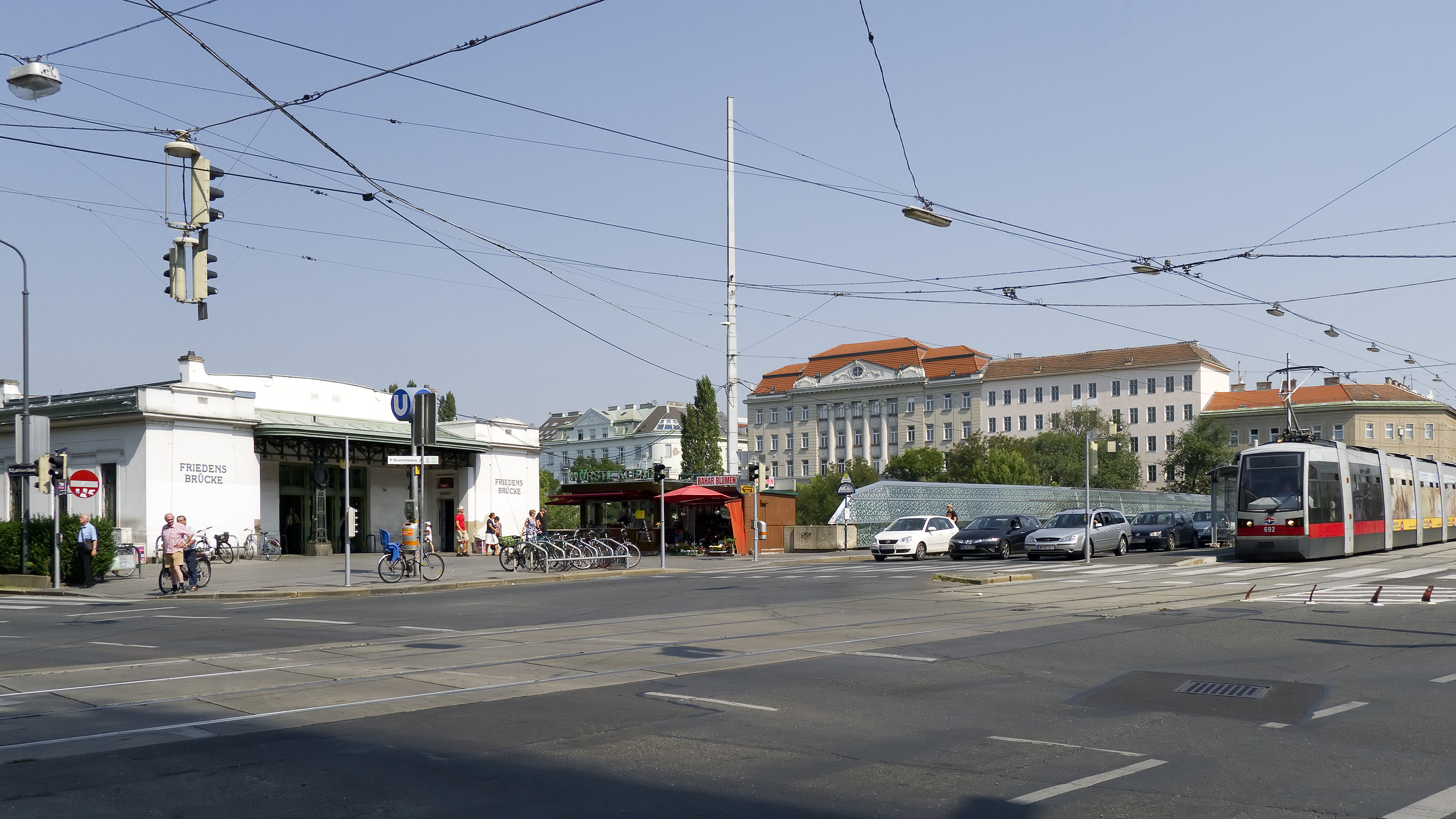
U-Bahn-Station Friedensbrücke; rechts ein Teil der Brücke mit der Straßenbahnhaltestelle; mittig im Hintergrund ein Gebäude der Allgemeinen Unfallversicherungsanstalt, in dem sich an der Adresse 20., Webergasse 2–6, von 1925 bis 1972 das spätere Lorenz-Böhler-Unfallkrankenhaus befand

Die Friedensbrücke überquert den Donaukanal in Wien und verbindet den Alsergrund (9. Bezirk) und die Brigittenau (20. Bezirk) im Straßenzug 9., Alserbachstraße – 20., Wallensteinstraße.

## Lage und Verkehr
Die Friedensbrücke befindet sich in der Nähe des Franz-Josefs-Bahnhofs und des Gartenpalais Liechtenstein (alle 9. Bezirk) sowie des Augartens (2. Bezirk). Bis 1972 befand sich im 20. Bezirk das spätere Lorenz-Böhler-Unfallkrankenhaus in unmittelbarer Nähe (siehe Abbildung). Sie verbindet neben dem oben angeführten Straßenzug auch die beiden entlang der Donaukanalufer verlaufenden Hauptstraßen, im 9. Bezirk Spittelauer Lände und südlich der Brücke Rossauer Lände genannt (Autoverkehr südwärts bzw. flussabwärts), im 20. Bezirk Brigittenauer Lände (Autoverkehr nordwärts bzw. flussaufwärts); beide Landesstraßen tragen straßenbaurechtlich die Bezeichnung B227.
Auf der Friedensbrücke bzw. ihrer Vorgängerin verkehrte seit 1873 die Pferdetramway und verkehrt seit 1897 die erste elektrisch betriebene Straßenbahnlinie Wiens, seit 1907 als Linie 5 (Westbahnhof–Praterstern) bezeichnet; sie verband damals vier Kopfbahnhöfe des von Wien ausgehenden Eisenbahnnetzes. Seit 1928 verkehrte außerdem die Linie 31/5 (eine Kombination von Teilen der Linien 5 und 31), seit 1996 Linie 33 genannt (heute U-Bahn-Station Josefstädter Straße–Friedrich-Engels-Platz / Floridsdorfer Brücke) über die Friedensbrücke.
Auf der Alsergrunder Seite der Brücke befindet sich die 1901 in Betrieb genommene Station Brigittabrücke, später Friedensbrücke der Wiener Elektrischen Stadtbahn. 1976 wurde hier auf ihrer Trasse in Tieflage (auf Höhe des Vorkais) der erste Abschnitt der auf U-Bahn-Betrieb umgestellten heutigen U4 von der U-Bahn-Station Friedensbrücke nordwärts zur U-Bahn-Station Heiligenstadt in Betrieb genommen, die erste moderne U-Bahn-Strecke Wiens. Ab 1978 wurde der U-Bahn-Abschnitt südwärts verlängert, 1981 war die Wiental-Donaukanal-Linie der Stadtbahn komplett auf U4 umgestellt.

## Geschichte
Ein Holzsteg, von dem nur bekannt ist, dass er nach einem kleinen Strohmarkt namens „Stroheck“ „Stroheckbrücke“ genannt wurde, war der erste Übergang, der hier den Donaukanal querte, wurde hier ohne Angabe von Quelle und Zeitraum vermerkt. Felix Czeike hält fest, dass der Strohmarkt 1720 abgesiedelt wurde. Der Pächter der dort vorhandenen Überfuhr über den Donaukanal habe zum (stark frequentierten) Brigittakirtag eine temporäre Schiffsbrücke errichtet. (Der Kirtag wurde zuletzt 1847 als Volksfest abgehalten.)
Um 1830 floss hier auf der Seite des heutigen 9. Bezirks der Alser Bach, weiter westlich von adeligen Landsitzen umgeben, in den Donaukanal, dessen Ufer größtenteils unverbaut war. Das Ufer im heutigen 20. Bezirk bestand noch aus Weideland in den Donauauen. 1840 zeigt der Stadtplan in der Brigittenau projektierte Hafenanlagen nahe der späteren Brücke; der Hafen wurde nicht gebaut. 1850 wurde das Gebiet beiderseits der späteren Brücke in die Stadt Wien eingemeindet (bis 1900 erstreckte sich am linken, östlichen Donaukanalufer hier der 2. Bezirk, seit 1900 der 20. Bezirk). 1856 ist auf dem Stadtplan die Brigittenau hier schon parzelliert, aber großteils unverbaut, die Besiedlung am Alsergrund deutlich dichter geworden.

### 1871–1924

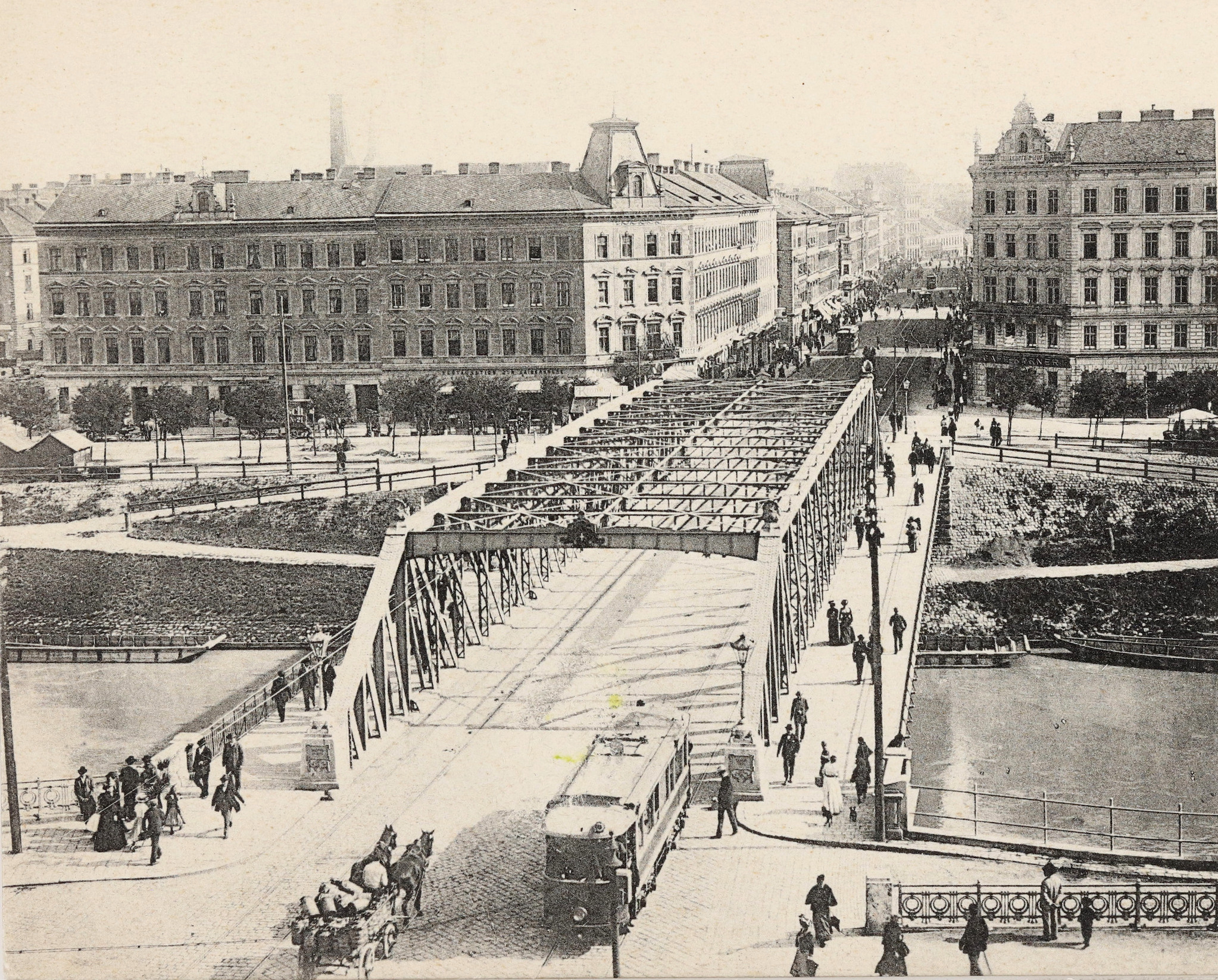
Brigitta-Brücke um 1900

1869 erstellte die Wiener Stadtverwaltung einen Anforderungskatalog, in dem unter anderem das Baumaterial und die räumlichen Verhältnisse der zukünftigen Brücke, aber auch die geforderte Mindesttragfähigkeit festgelegt waren. Verlangt wurde eine auf Nutzen ausgerichtete Konstruktion, auf Schönheit und Ausschmückung wurde ausdrücklich kein Wert gelegt. 1870 wurde die Kaiser-Franz-Josephs-Bahn eröffnet, kurz darauf im 9. Bezirk unweit der im Bau befindlichen Brücke der bis heute bestehende Franz-Josefs-Bahnhof eröffnet, von dem aus man Richtung Tulln an der Donau, Waldviertel und Böhmen, ab 1871 bis Prag und ab 1872 bis Eger, reisen konnte. Der Brückenbau war damit sehr wichtig geworden.
Den Zuschlag für die 1871 / 1872 errichtete Brücke erhielten die einzigen österreichischen Bieter, die Witkowitzer Eisenwerke, die die Eisenkonstruktion lieferten, und Baumeister Wegerer, der die Erdarbeiten übernahm. Die Pläne für die Brücke stammten von August Köstlin. Vor Baubeginn wurde von der Stadt Wien die Spannweite der Brücke reduziert, die Pfeiler und die den Donaukanal begleitenden Treppelwege wurden näher an das Gewässer gerückt.
Errichtet wurde schließlich eine Brücke mit rund 65 Meter Spannweite und einer Gesamtbreite von rund 19 Meter, wobei die Fahrbahn etwa 11 Meter breit war. Die beiden je rund 3,8 Meter breiten Gehwege befanden sich außerhalb der Tragwände und wurden von Konsolen getragen. Die lichte Durchfahrtshöhe für die Schifffahrt betrug rund 6 Meter.
Trotz termingerechter Fertigstellung der neuen Brücke, die nach der Namenspatronin der Brigittenau „Brigittabrücke“ oder auch „Brigittenbrücke“ genannt wurde, verzögerte sich die Verkehrsfreigabe. Während des Baus hatte nämlich die Stadt Wien den Einbau eines Leitungsrohres für die Wiener Wasserversorgung beschlossen. 1873 wurde über diese Brücke der Straßenbahnverkehr von einer Vorläuferlinie des heutigen „Fünfers“ aufgenommen und 1897 die Strecke elektrifiziert.
Wegen der Errichtung der Donaukanallinie der Wiener Dampfstadtbahn wurde das Brückentragwerk 1892 um 90 Zentimeter gehoben.
Nach 1900 wurde auf Grund des stark angestiegenen Verkehrs der Neubau der Brigittabrücke beschlossen, aus Geldmangel aber immer wieder verschoben. Stattdessen wurden mehrmals vergrößerte Verkehrsbeschränkungen erlassen. 1919 wurde Lastautos das Befahren der Brücke endgültig verboten und für Fuhrwerke wurden Höchstgewichte festgelegt. Die Straßenbahnlinie 5 als eine der damals wichtigsten Linien durfte nur noch mit zwei statt drei Wagen der kleinsten Bauart pro Garnitur die Brücke benutzen, und zwar immer nur ein Zug; dazu wurde ein Lichtsignal eingerichtet.
1924 schrieb die Stadtverwaltung den Neubau der heutigen Friedensbrücke aus. Es langten neun Entwürfe von Eisenbrücken und fünf von Eisenbetonbrücken ein. Ausgewählt wurde das Angebot von Waagner-Biro.

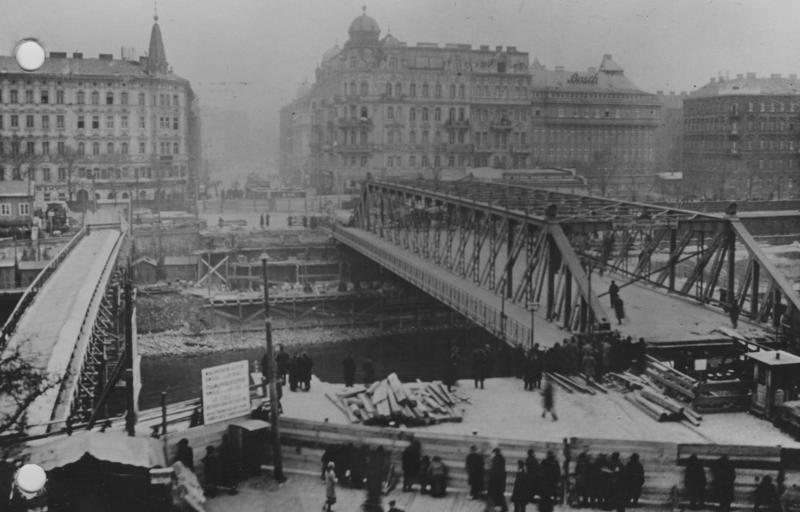
Verschiebung der 1871 / 1872 erbauten Brigittabrücke um 20 Meter, 17. Dezember 1924

Die Brigittabrücke wurde 1924 nach von Waagner-Biro erstellten Plänen unter der Bauaufsicht des Wiener Stadtbauamtes um 20 Meter stromaufwärts verschoben; sie sollte während der Bauzeit als Notbrücke den Verkehr aufrechterhalten. Ab dem 8. Oktober 1924 wurde die für die Verschiebung der Brücke notwendige Verschubbahn errichtet und am 12. Dezember wurde die Brücke um einige Zentimeter gehoben, um die Lager der Brücke ausbauen zu können. Diese mussten für den neuerlichen Einsatz am neuen Brückenstandort vorbereitet werden.
In der Nacht vom 16. zum 17. Dezember 1924 wurde der Straßenbahnverkehr eingestellt und die Oberleitung abgeklemmt. Die Brücke wurde zunächst um 40 Zentimeter gehoben und anschließend auf die Wagen der Verschiebebahn abgesenkt. Am 17. Dezember wurde die Brücke in einer zweistündigen Aktion stromaufwärts verschoben, die Fahrbahn mit dem Ufer verbunden und auch die Oberleitung der Straßenbahn wieder angeschlossen. Nach einer am 18. Dezember durchgeführten Belastungsprobe konnte am 19. Dezember 1924 die Brücke wieder für den Verkehr freigegeben werden.
Nach der Fertigstellung der neuen Brücke wurde die Brigittabrücke 1927 angeblich im Bereich des Freudenauer Hafens (Winterhafen) dort aufgebaut, wo seit 1958 die Freudenauer Hafenbrücke den Donaukanal überquert. Der Vorgang konnte in Adolph Lehmanns Wiener Adressbuch 1931, das Brückenlisten enthält, aber nicht verifiziert werden und blieb daher möglicherweise unausgeführtes Projekt.

### 1924–1945
1924 wurden die Arbeiten am dringend nötigen Neubau begonnen. 1926 war der von Otto Schönthal und Emil Hoppe geplante Bau von Waagner Biro fertiggestellt und erhielt in Erinnerung an den Friedensvertrag von St. Germain den Namen „Friedensbrücke“. Die Verkehrsfreigabe fand am 3. Oktober 1926 statt.
1941 wurde der Name vom NS-Regime auf „Brigittenauer Brücke“ geändert, vermutlich, weil „Friedensbrücke“ mitten im Zweiten Weltkrieg, den Hitler als Eroberungskrieg begonnen hatte, nicht zeitgemäß war und man nicht zum Namen einer Heiligen zurückkehren wollte. (Heute ist „Brigittenauer Brücke“ der Name einer 1982 eröffneten Donaubrücke.)
Am 10. April 1945 wurde die Brücke, wie fast alle Donaukanalbrücken, im Zuge der Schlacht um Wien von der Richtung linkes Donauufer abziehenden Wehrmacht gesprengt, um der aus Westen und Südwesten in die Stadt eindringenden Roten Armee die Verfolgung zu erschweren. Bei der Sprengung wurde allerdings nur der Mittelteil beschädigt. Noch im gleichen Monat wurde die Brücke von Pionieren der Roten Armee für Fußgänger benutzbar gemacht. Vom September 1945 bis zum Sommer 1955 verlief am Donaukanal die Sektorengrenze zwischen dem amerikanischen Sektor (9. Bezirk) und dem sowjetischen Sektor (20. Bezirk).

### 1946–heute

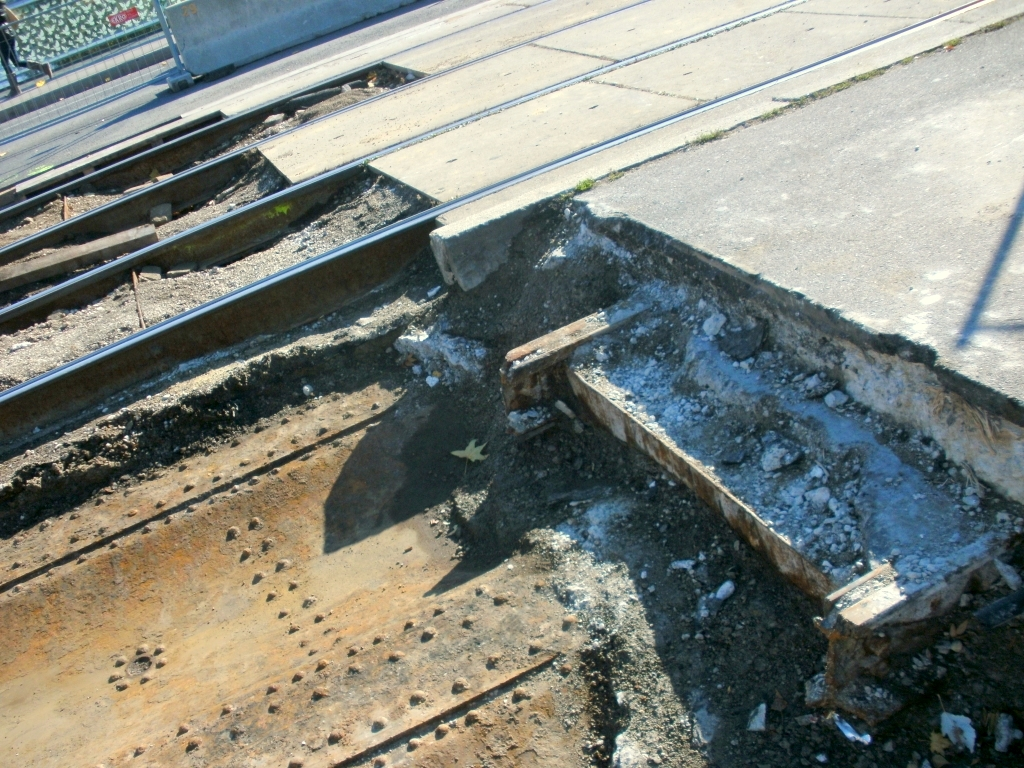
Alte Straßenbahngleise, sichtbar geworden bei der Rekonstruktion der Fahrbahn auf der Brücke, Oktober 2010

Das fehlende Mittelstück wurde von Pionieren der Roten Armee unter dem Oberbefehl des Generalmajors Galitzky gemeinsam mit Arbeitern der Firma Waagner Biro ersetzt. Die offizielle Wiedereröffnung wurde am 12. Februar 1946 vollzogen; die Brücke wurde nun wieder Friedensbrücke genannt.
Bei dieser Feier war der Kommandant der russischen Besatzungstruppen in Wien, Generalleutnant der Garde Lebedenko, mit zahlreichen Offizieren der sowjetischen Truppen ebenso anwesend wie der Wiener Bürgermeister General a. D. Theodor Körner mit Baustadtrat Weber, Stadtbaudirektor Johann Gundacker und weiteren Festgästen. Die Friedensbrücke war nach der Augartenbrücke die zweite wiederhergestellte Donaukanalbrücke.
1969–1971 wurde die Fahrbahn auf der Brücke um 6,8 Meter verbreitert. Die Straßenbahngleise wurden verlegt, neue Brückengeländer montiert. In Fahrtrichtung zum 9. Bezirk wurde eine Haltestelleninsel der Straßenbahn errichtet. Das alte Brückentragwerk wurde einer Revision unterzogen.